# Cantón de Beine-Nauroy
El cantón de Beine-Nauroy era una división administrativa francesa, que estaba situada en el departamento de Marne y la región de Champaña-Ardenas.

## Composición
El cantón estaba formado por dieciséis comunas:
- Aubérive
- Beine-Nauroy
- Berru
- Bétheniville
- Cernay-lès-Reims
- Dontrien
- Époye
- Nogent-l'Abbesse
- Pontfaverger-Moronvilliers
- Prosnes
- Prunay
- Saint-Hilaire-le-Petit
- Saint-Martin-l'Heureux
- Saint-Masmes
- Selles
- Vaudesincourt

## Supresión del cantón de Beine-Nauroy
En aplicación del Decreto n.º 2014-208 de 21 de febrero de 2014, el cantón de Beine-Nauroy fue suprimido el 22 de marzo de 2015 y sus 16 comunas pasaron a formar parte; once del nuevo cantón de Mourmelon-Vesle y Montes de Champaña, tres del nuevo cantón de Borgoña y dos del nuevo cantón de Reims-8.